# Morti nel 1971/Senza giorno specificato
| Questa pagina contiene informazioni ricavate automaticamente dalle voci biografiche con l'ausilio del template Bio e di un bot. L'aggiornamento è periodico e automatico e ricostruisce completamente la pagina. Se manca una persona in questa lista, sei pregato di non aggiungerla, ma accertati piuttosto che la sua voce biografica contenga il template Bio e che i dati anagrafici siano correttamente compilati. Se il template Bio manca, inseriscilo tu stesso o, in alternativa, metti l'avviso {{tmp\|Bio}} che ne segnala la mancanza. Se i dati riportati sono sbagliati, correggi direttamente la voce biografica; le modifiche saranno visibili in questa lista entro pochi giorni. Per chiarimenti vedi il progetto biografie. La lista contiene solo le 72 persone che sono citate nell'enciclopedia e per le quali è stato implementato correttamente il template Bio. Pagina aggiornata al 3 mar 2024. |

- Perpessicius, scrittore rumeno (n. 1891)
- Lorenzo Amati, politico italiano (n. 1893)
- Guido Andloviz, designer, ceramista e architetto italiano (n. 1900)
- Francesco Andriani, avvocato e politico italiano (n. 1895)
- Luciano Antonini, cestista italiano (n. 1906)
- Vera Bergman, attrice tedesca (n. 1920)
- Francesco Bernardelli, saggista e critico teatrale italiano (n. 1894)
- Yoshua Bertonoff, attore israeliano (n. 1879)
- Luigi Bianchi, stilista italiano (n. 1882)
- Alfredo Bonaccorsi, musicologo italiano (n. 1887)
- Jimmy Brain, calciatore e allenatore di calcio inglese (n. 1900)
- Ezelino Briante, pittore italiano (n. 1901)
- Jacobus Albertus Bruwer, astronomo sudafricano (n. 1915)
- Bindo Giacomo Caletti, politico italiano (n. 1881)
- Angelo Ermanno Cammarata, filosofo e giurista italiano (n. 1899)
- Renato Camus, architetto italiano (n. 1891)
- Aurelio Candian, giurista italiano (n. 1890)
- Raffaele Cantoni, antifascista italiano (n. 1896)
- Luis Abad Carretero, filosofo spagnolo (n. 1895)
- Margherita Cattaneo, giornalista e scrittrice italiana (n. 1907)
- Antonio Cece, compositore e direttore d'orchestra italiano (n. 1907)
- Vittorio Cocever, pittore e ceramista italiano (n. 1902)
- Pierre Conté, ballerino, coreografo e compositore francese (n. 1891)
- D. B. Cooper, criminale statunitense
- Ernie Copland, calciatore scozzese (n. 1927)
- Oreste Crescentini, poeta italiano (n. 1913)
- Achille D'Angelo, esoterista, sensitivo e astrologo italiano (n. 1907)
- Carlo De Stefani, politico e antifascista italiano (n. 1900)
- Ettore Del Vecchio, matematico italiano (n. 1891)
- Luigi Diamante, pittore italiano (n. 1904)
- Konrad Ehrbar, calciatore svizzero (n. 1884)
- Delfino Eoli, imprenditore italiano (n. 1900)
- Tullio Figini, scultore italiano (n. 1902)
- Bernard Fischer, calciatore lussemburghese (n. 1902)
- Warren Samuel Fisher, entomologo statunitense (n. 1878)
- Vasilij Fёdorovič Fёdorov, regista cinematografico sovietico (n. 1891)
- Emilio Geiler, scrittore svizzero (n. 1900)
- Luigi Giuntoli, calciatore italiano (n. 1898)
- Saul Greco, architetto italiano (n. 1910)
- Francesco Guarino, politico italiano
- Sven Hansson, fondista svedese (n. 1912)
- August Heitmann, nuotatore tedesco (n. 1907)
- Leslie Hofton, calciatore inglese (n. 1888)
- Giorgio La Piana, storico delle religioni, teologo e medievista italiano (n. 1879)
- Giovanni Lazanio, architetto italiano (n. 1900)
- Louis Lecoin, attivista, sindacalista e anarchico francese (n. 1888)
- Roberto Lemmi, pittore, illustratore e fumettista italiano (n. 1901)
- Alvin Loftes, ciclista su strada statunitense (n. 1890)
- Kathleen Lonsdale, fisica britannica (n. 1903)
- Italo Maione, critico letterario italiano (n. 1891)
- Federico Ernesto Mariscal Piña, architetto messicano (n. 1881)
- Bob McDonald, calciatore scozzese (n. 1895)
- Frank McDonald, giocatore di curling canadese (n. 1888)
- Augusto Miniati, scultore e pittore italiano (n. 1885)
- Muzio Muzii, bibliotecario, fotografo e storico italiano (n. 1898)
- Antonio Navarra, giurista italiano (n. 1888)
- Frederick Nymeyer, economista statunitense (n. 1897)
- Ernő Németh, calciatore ungherese (n. 1906)
- Teodoro Orselli, pittore italiano (n. 1901)
- Anna Laetitia Pecci, nobildonna e mecenate italiana (n. 1885)
- Guglielmo Pizzirani, pittore italiano (n. 1886)
- Hans Plangger, scultore italiano (n. 1899)
- Vikram Sarabhai, fisico e astronomo indiano (n. 1919)
- Pietro Sella, paleografo, archivista e storico italiano (n. 1882)
- George Shenker, ingegnere polacco (n. 1919)
- Ottavio Steffenini, pittore italiano (n. 1889)
- Valentin Vasil'evič Sysoev, calciatore russo (n. 1887)
- Lucien Tainguy, direttore della fotografia francese (n. 1881)
- Carlo Venturini, politico, sindacalista e antifascista italiano (n. 1901)
- Jack Woodford, scrittore e editore statunitense (n. 1894)
- Umberto Ziveri, pittore italiano (n. 1891)
- Husayn al-'Uwayni, politico libanese (n. 1910)